# Waldrach
Waldrach là một đô thị thuộc huyện Trier-Saarburg, bang Rheinland-Pfalz, Đức, Trier. Đô thị này có diện tích 12,45 km², dân số thời điểm ngày 31 tháng 12 năm 2006 là 2000 người.